# Antimima microphylla
Antimima microphylla är en isörtsväxtart som först beskrevs av Adrian Hardy Haworth, och fick sitt nu gällande namn av M. Dehn. Antimima microphylla ingår i släktet Antimima och familjen isörtsväxter. Inga underarter finns listade i Catalogue of Life.